# Mingun
Mingun (eller Min Kun) är en ort i Myanmar. Den ligger i Sagaingregionen, i den centrala delen av landet, 260 km norr om huvudstaden Naypyidaw. Mingun ligger 79 meter över havet och folkmängden uppgår till cirka 8 000 invånare.

## Geografi
Terrängen runt Mingun är platt åt sydost, men åt nordväst är den kuperad. Terrängen runt Mingun sluttar österut. Runt Mingun är det mycket tätbefolkat, med 2 345 invånare per kvadratkilometer. Närmaste större samhälle är Mandalay, cirka 10 km sydost om Mingun. Omgivningarna runt Mingun är en mosaik av jordbruksmark och naturlig växtlighet.

## Klimat
Savannklimat råder i trakten. Årsmedeltemperaturen i trakten är 25 °C. Den varmaste månaden är april, då medeltemperaturen är 30 °C, och den kallaste är januari, med 22 °C. Genomsnittlig årsnederbörd är 1 279 millimeter. Den regnigaste månaden är september, med i genomsnitt 257 mm nederbörd, och den torraste är mars, med 1 mm nederbörd.

## Bildgalleri

Mingun
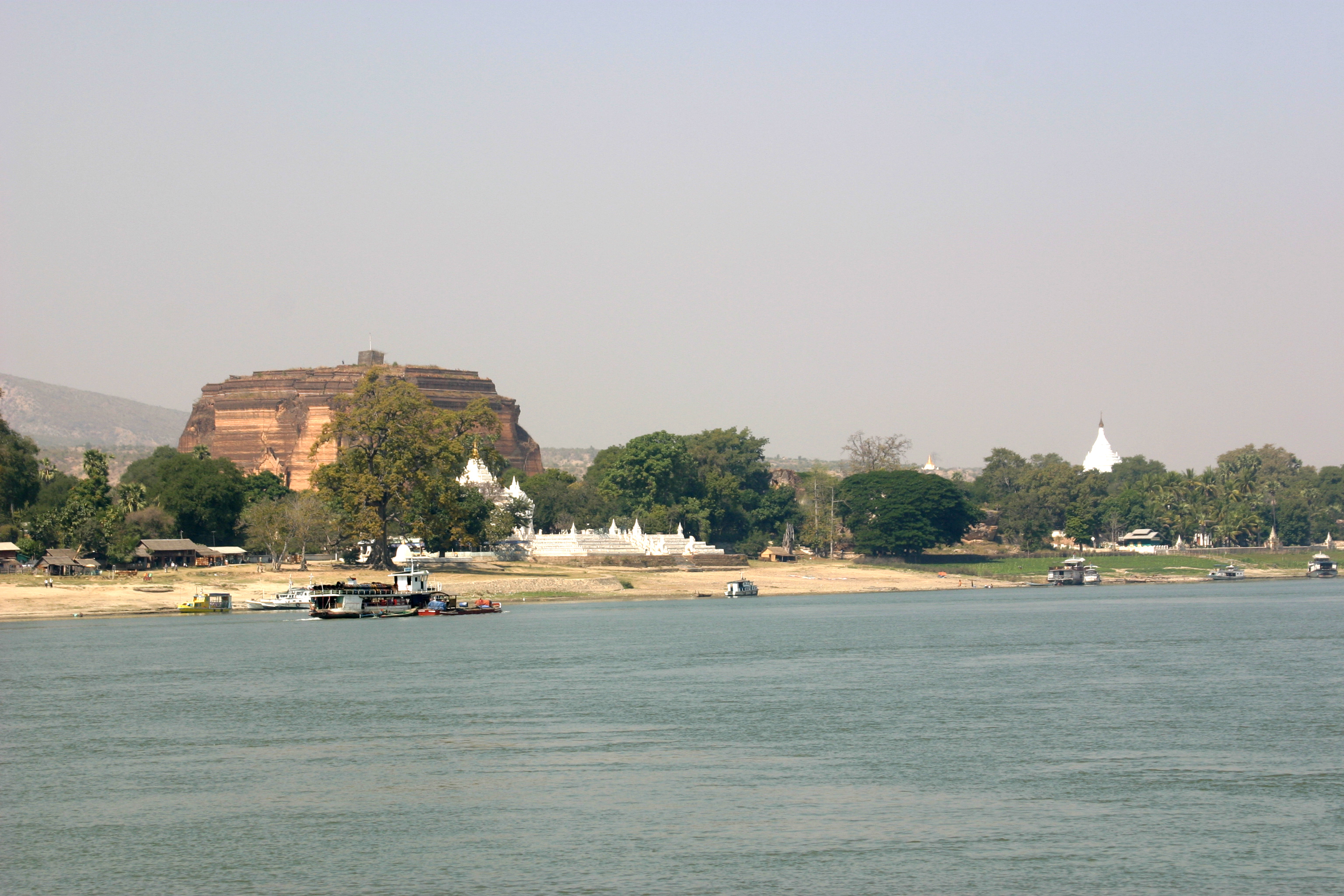
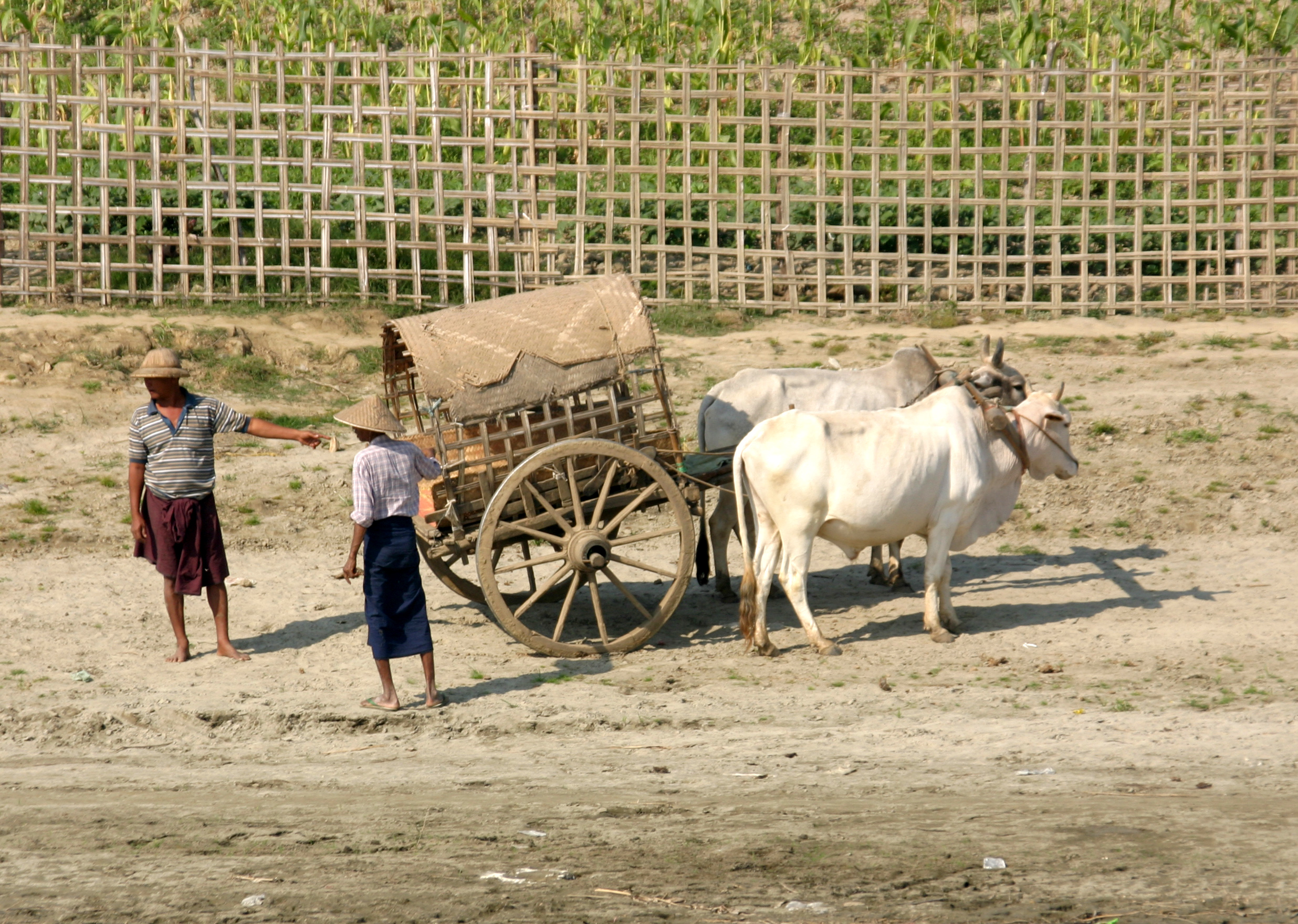
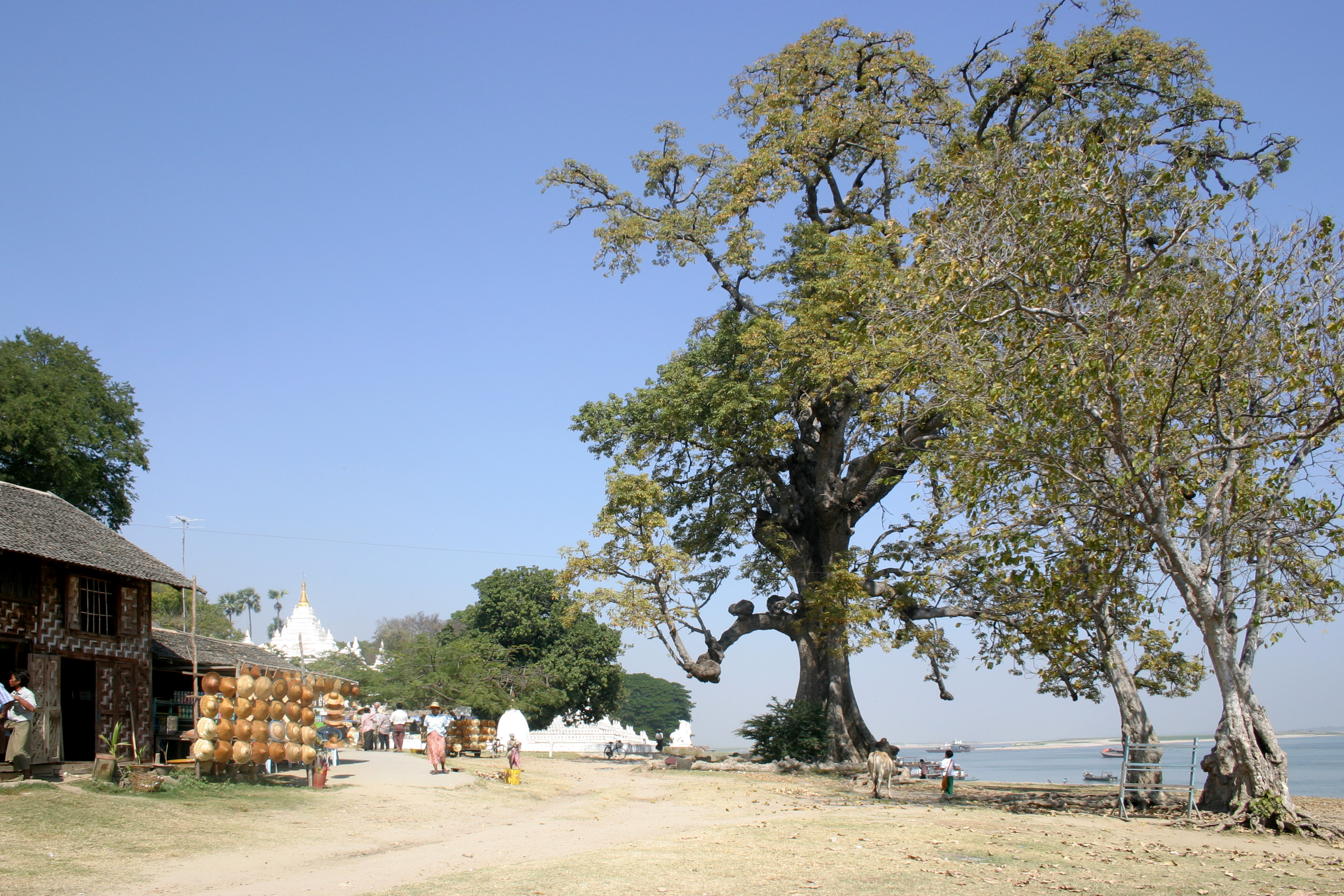
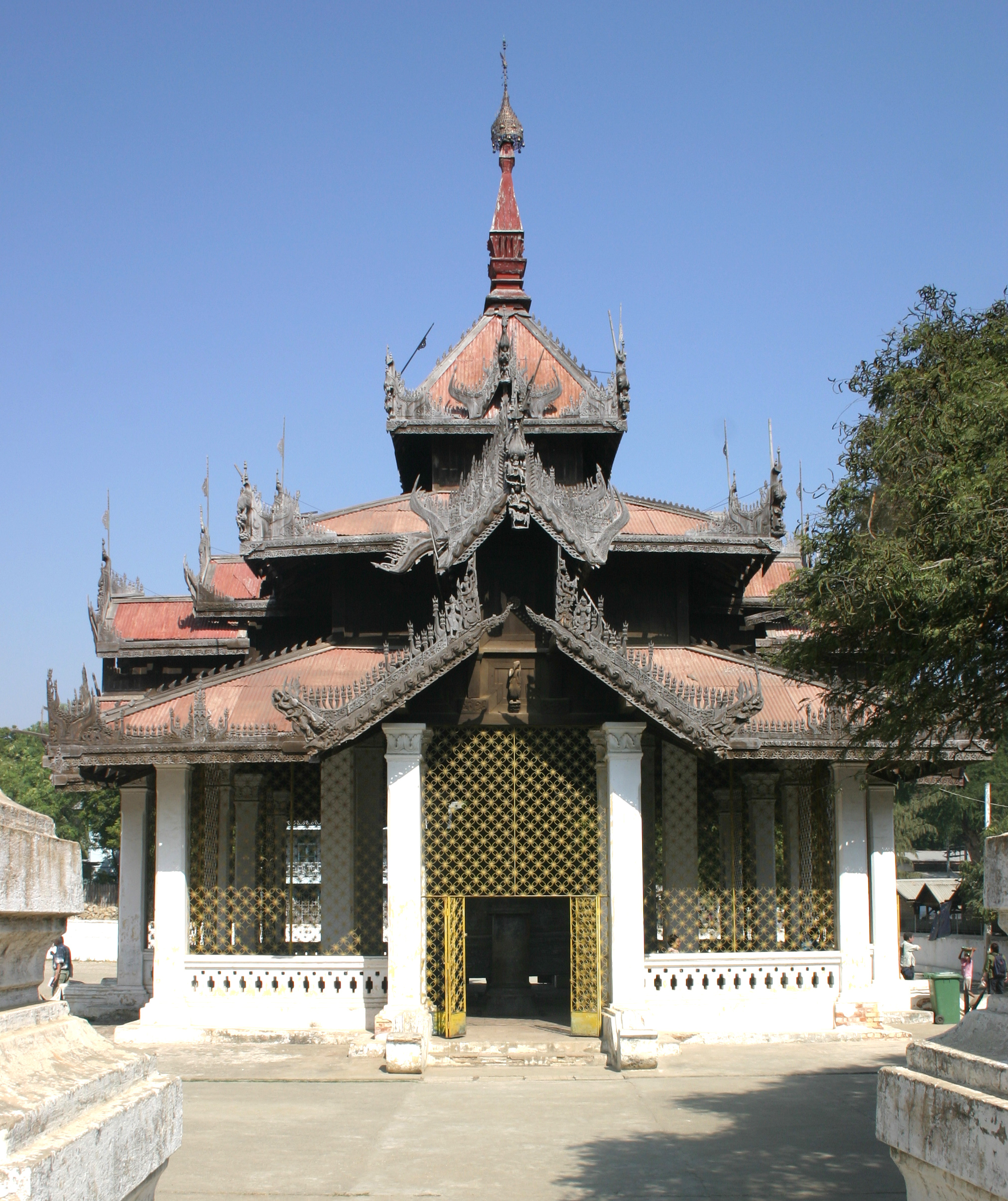
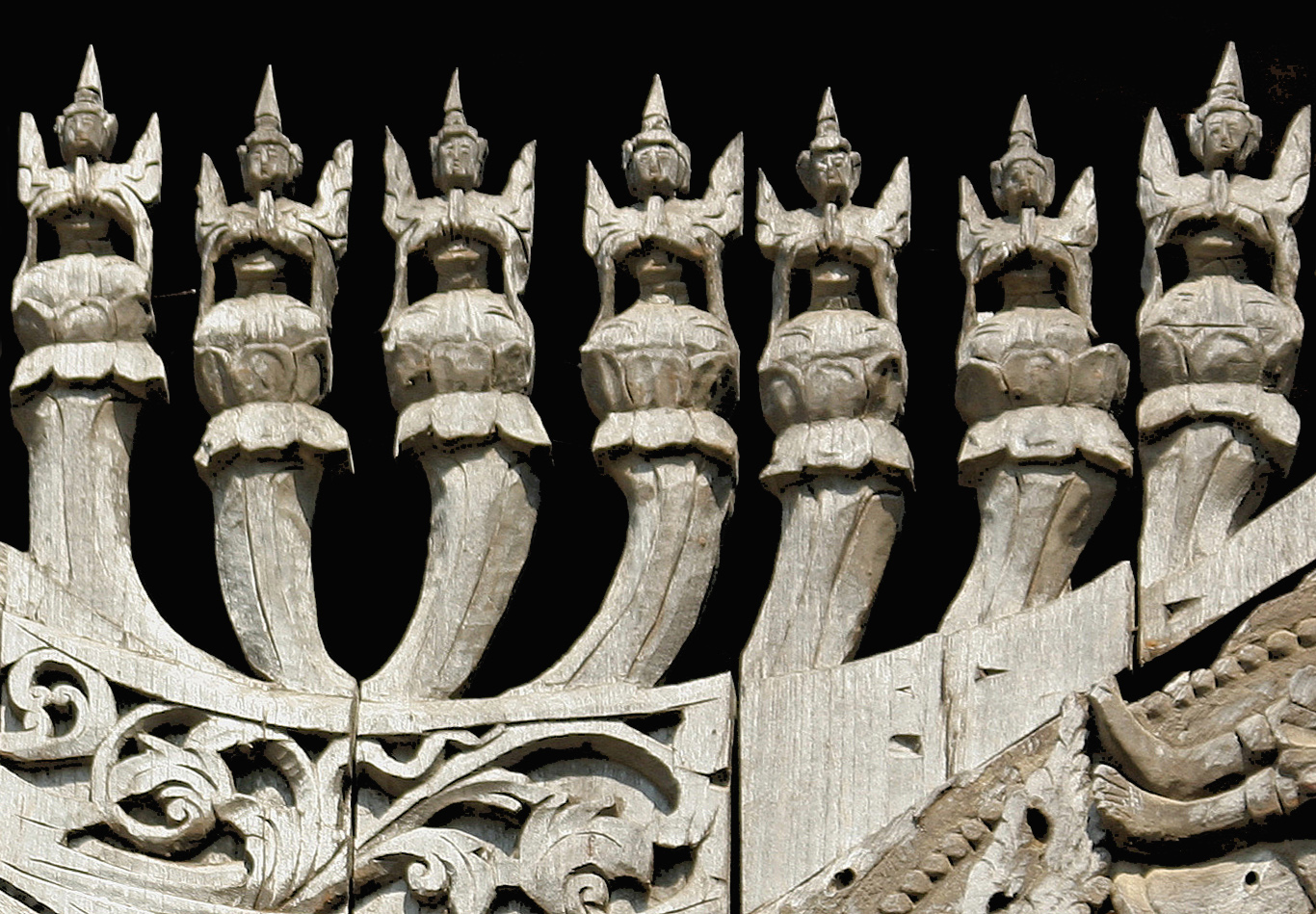
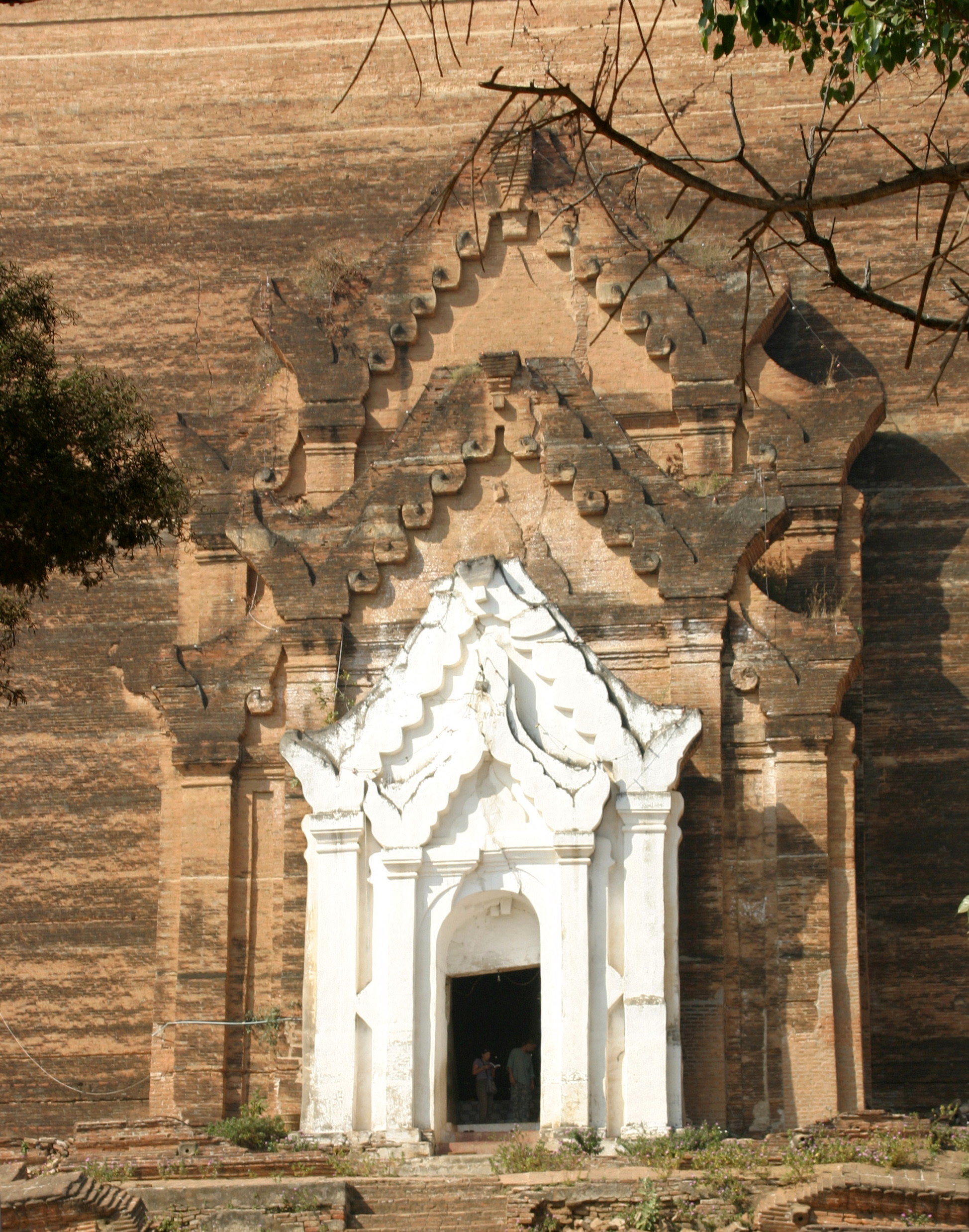
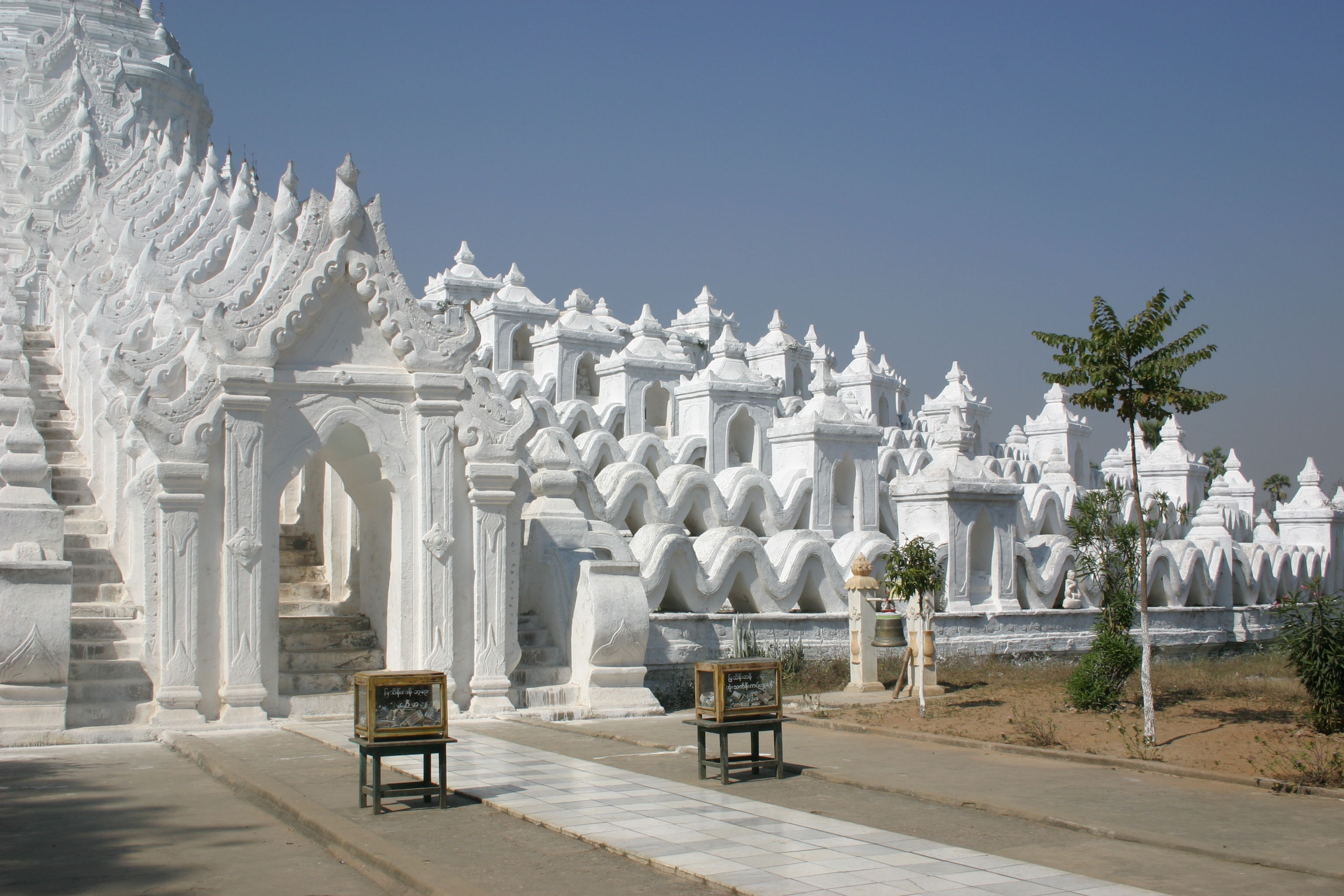

- Fil:Mingun-Pagoda-Myanmar-02-Portal-2006-gje.jpg